# Navès (Tarn)
Navès est une commune française située dans le sud du département du Tarn, en région Occitanie. Sur le plan historique et culturel, la commune est dans le Castrais, un territoire essentiellement agricole, entre la rive droite de l'Agout au sud et son affluent, le Dadou, au nord.
Exposée à un climat océanique altéré, elle est drainée par l'Agout, le Thoré, le ruisseau du Bernazobre et par divers autres petits cours d'eau. La commune possède un patrimoine naturel remarquable : un site Natura 2000 (Les « vallées du Tarn, de l'Aveyron, du Viaur, de l'Agout et du Gijou ») et une zone naturelle d'intérêt écologique, faunistique et floristique.
Navès est une commune rurale qui compte 690 habitants en 2022, après avoir connu une forte hausse de la population depuis 1975.  Elle fait partie de l'aire d'attraction de Castres. Ses habitants sont appelés les Navessols ou  Navessolles.

## Géographie

### Localisation
Navès est une petite commune rurale du sud-ouest de la France située à 4 km à l'ouest de Castres. Le village fait face à la montagne Noire. Navès fait partie de l'aire urbaine de Castres.

### Communes limitrophes
Navès est limitrophe de cinq autres communes.
Les communes limitrophes sont  Castres, Labruguière, Saint-Affrique-les-Montagnes, Saïx et Viviers-lès-Montagnes.
| Saïx                  |                              | Castres     |
| Viviers-lès-Montagnes | Navès                        |             |
|                       | Saint-Affrique-les-Montagnes | Labruguière |

### Voies de communication et transports
La ligne 761 du réseau régional liO assure la desserte de la commune, en la reliant à Castres et à Revel. Un service de transport à la demande du réseau urbain Libellus assure également la desserte, en reliant Navès au centre-ville de Castres.

### Hydrographie
La commune est dans le bassin de la Garonne, au sein du bassin hydrographique Adour-Garonne. Elle est drainée par l'Agout, le Thoré, le ruisseau du Bernazobre, le ruisseau du Bernazobre et par divers petits cours d'eau, qui constituent un réseau hydrographique de 10 km de longueur totale,.
L'Agout, d'une longueur totale de 194,4 km, prend sa source dans la commune de Cambon-et-Salvergues et s'écoule d'est en ouest. Il traverse la commune et se jette dans le Tarn à Saint-Sulpice-la-Pointe, après avoir traversé 35 communes.

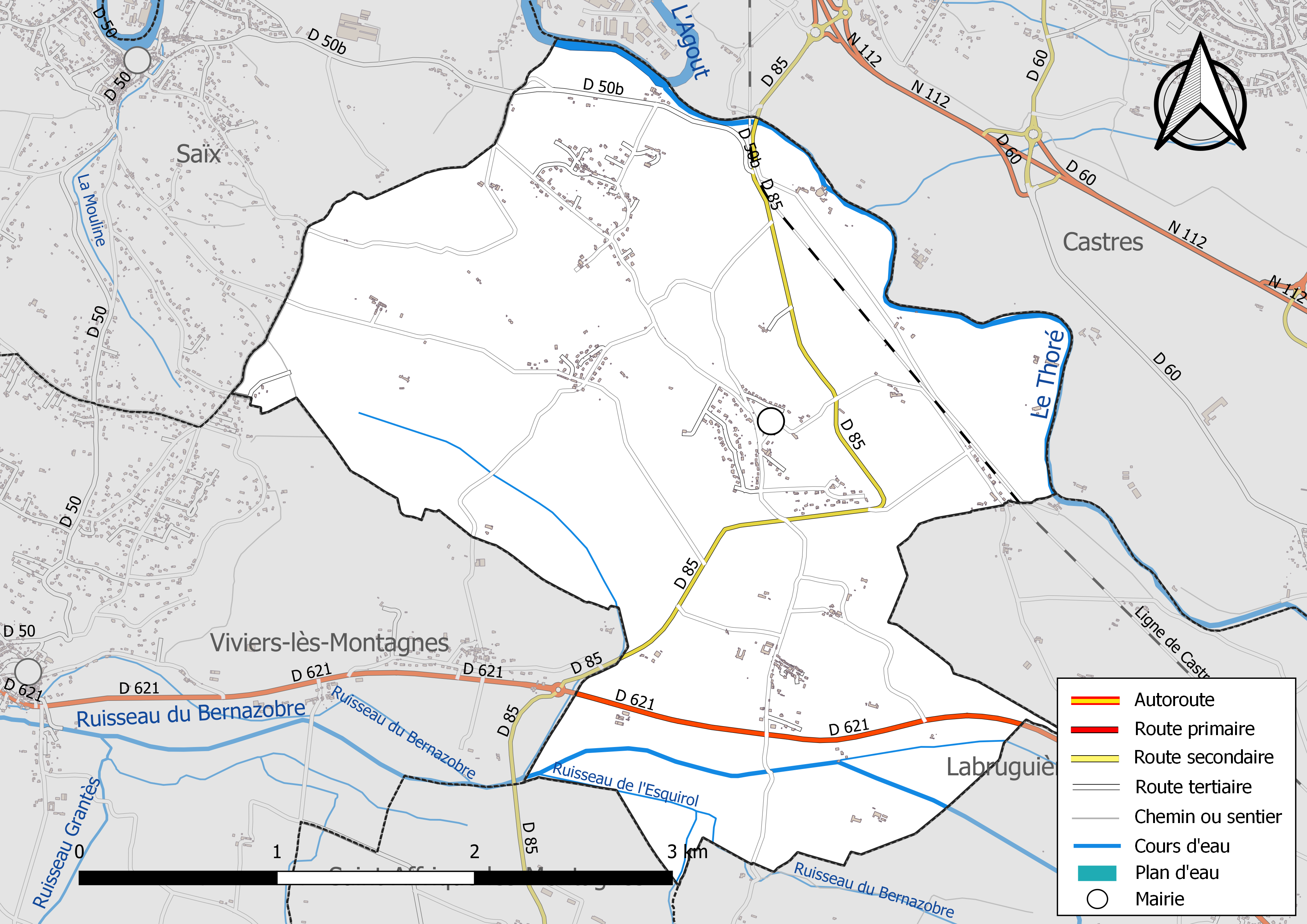
Réseaux hydrographique et routier de Navès.

Le Thoré, d'une longueur totale de 61,6 km, prend sa source dans la commune de Rieussec et s'écoule d'est en ouest. Il traverse la commune et se jette dans l'Agout sur le territoire communal, après avoir traversé 20 communes.
Le ruisseau du Bernazobre, d'une longueur totale de 24,9 km, prend sa source dans la commune d'Escoussens et s'écoule vers le nord puis se réoriente vers l'ouest. Il traverse la commune et se jette dans le Sor à Cambounet-sur-le-Sor, après avoir traversé 8 communes.

### Climat
Pour des articles plus généraux, voir Climat de l'Occitanie et Climat du Tarn.
En 2010, le climat de la commune est de type climat du Bassin du Sud-Ouest, selon une étude du Centre national de la recherche scientifique s'appuyant sur une série de données couvrant la période 1971-2000. En 2020, Météo-France publie une typologie des climats de la France métropolitaine dans laquelle la commune est exposée à un climat océanique altéré et est dans la région climatique Aquitaine, Gascogne, caractérisée par une pluviométrie abondante au printemps, modérée en automne, un faible ensoleillement au printemps, un été chaud (19,5 °C), des vents faibles, des brouillards fréquents en automne et en hiver et des orages fréquents en été (15 à 20 jours).
Pour la période 1971-2000, la température annuelle moyenne est de 13,1 °C, avec une amplitude thermique annuelle de 16 °C. Le cumul annuel moyen de précipitations est de 774 mm, avec 10,3 jours de précipitations en janvier et 5,4 jours en juillet. Pour la période 1991-2020, la température moyenne annuelle observée sur la station météorologique de Météo-France la plus proche, « Dourgne », sur la commune de Dourgne à 11 km à vol d'oiseau, est de 13,8 °C et le cumul annuel moyen de précipitations est de 896,4 mm. 
La température maximale relevée sur cette station est de 41,8 °C, atteinte le 23 août 2023 ; la température minimale est de −19,5 °C, atteinte le 16 janvier 1985,,.
Les paramètres climatiques de la commune ont été estimés pour le milieu du siècle (2041-2070) selon différents scénarios d'émission de gaz à effet de serre à partir des nouvelles projections climatiques de référence DRIAS-2020. Ils sont consultables sur un site dédié publié par Météo-France en novembre 2022.

### Milieux naturels et biodiversité

#### Réseau Natura 2000

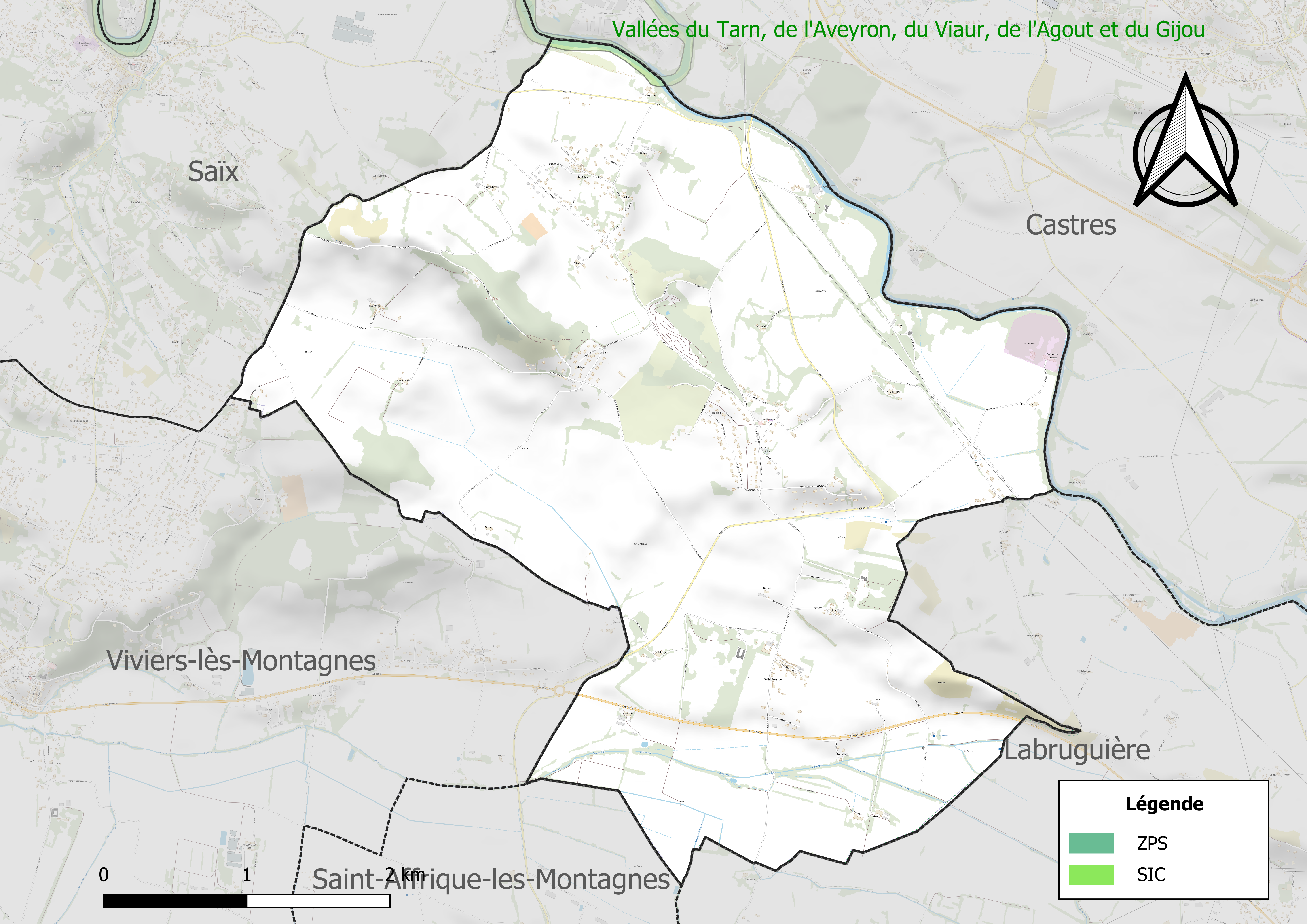
Site Natura 2000 sur le territoire communal.

Le réseau Natura 2000 est un réseau écologique européen de sites naturels d'intérêt écologique élaboré à partir des directives habitats et oiseaux, constitué de zones spéciales de conservation (ZSC) et de zones de protection spéciale (ZPS).
Un site Natura 2000 a été défini sur la commune au titre de la directive habitats : Les « vallées du Tarn, de l'Aveyron, du Viaur, de l'Agout et du Gijou », d'une superficie de 17 144 ha, s'étendant sur 136 communes dont 41 dans l'Aveyron, 8 en Haute-Garonne, 50 dans le Tarn et 37 dans le Tarn-et-Garonne. Elles présentent une très grande diversité d'habitats et d'espèces dans ce vaste réseau de cours d'eau et de gorges. La présence de la Loutre d'Europe et de la moule perlière d'eau douce est également d'un intérêt majeur.

#### Zones naturelles d'intérêt écologique, faunistique et floristique

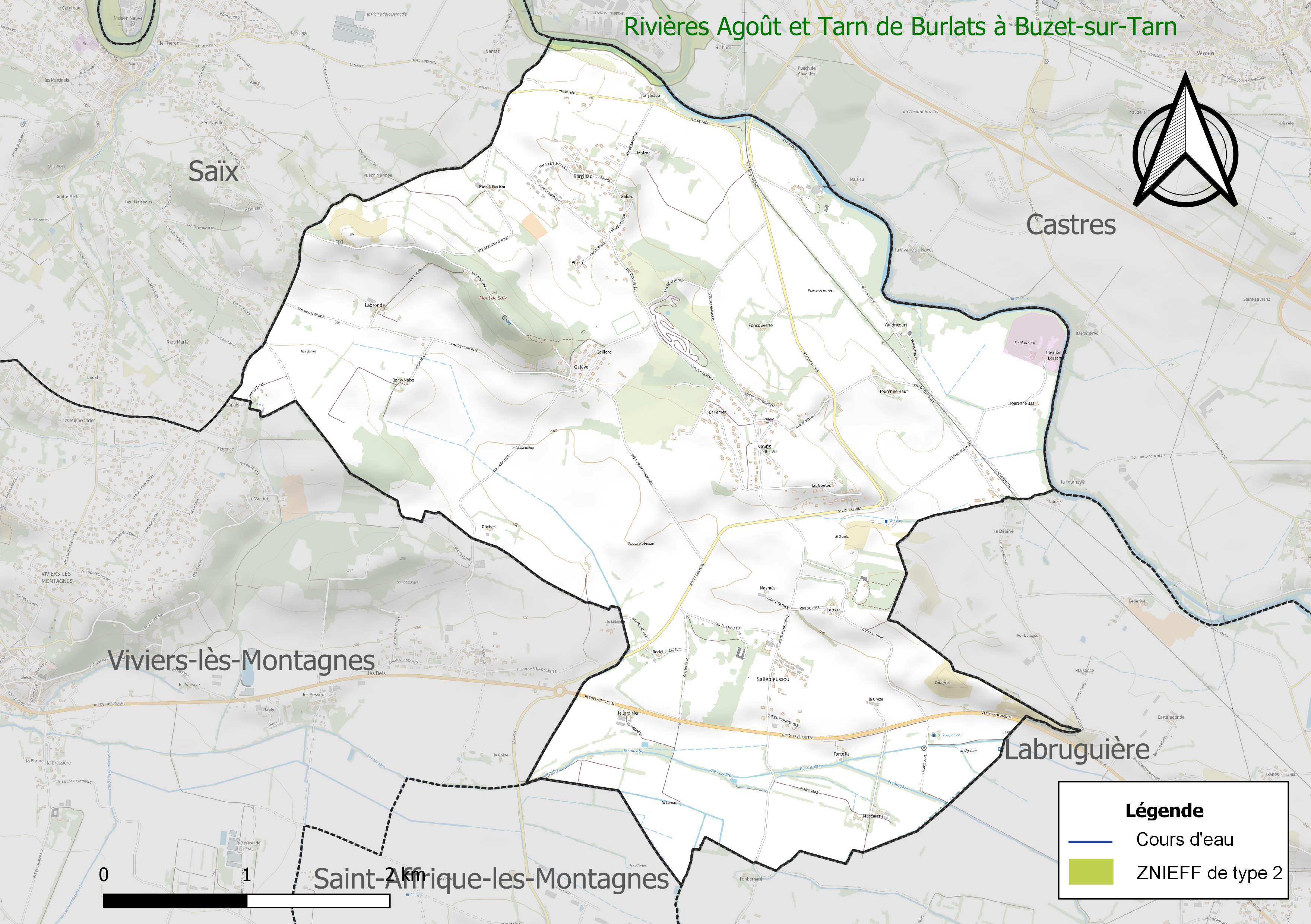
Carte de la ZNIEFF de type 2 localisée sur la commune.

L’inventaire des zones naturelles d'intérêt écologique, faunistique et floristique (ZNIEFF) a pour objectif de réaliser une couverture des zones les plus intéressantes sur le plan écologique, essentiellement dans la perspective d’améliorer la connaissance du patrimoine naturel national et de fournir aux différents décideurs un outil d’aide à la prise en compte de l’environnement dans l’aménagement du territoire.
Une ZNIEFF de type 2 est recensée sur la commune :
les « rivières Agoût et Tarn de Burlats à Buzet-sur-Tarn » (1 364 ha), couvrant 24 communes du département.

## Urbanisme

### Typologie
Au 1er janvier 2024, Navès est catégorisée commune rurale à habitat dispersé, selon la nouvelle grille communale de densité à sept niveaux définie par l'Insee en 2022.
Elle est située hors unité urbaine. Par ailleurs la commune fait partie de l'aire d'attraction de Castres, dont elle est une commune de la couronne,. Cette aire, qui regroupe 55 communes, est catégorisée dans les aires de 50 000 à moins de 200 000 habitants,.

### Occupation des sols
L'occupation des sols de la commune, telle qu'elle ressort de la base de données européenne d’occupation biophysique des sols Corine Land Cover (CLC), est marquée par l'importance des territoires agricoles (94,9 % en 2018), en diminution par rapport à 1990 (98,6 %). La répartition détaillée en 2018 est la suivante : 
zones agricoles hétérogènes (47 %), terres arables (40 %), prairies (7,9 %), zones urbanisées (3,8 %), forêts (1,3 %). L'évolution de l’occupation des sols de la commune et de ses infrastructures peut être observée sur les différentes représentations cartographiques du territoire : la carte de Cassini (XVIIIe siècle), la carte d'état-major (1820-1866) et les cartes ou photos aériennes de l'IGN pour la période actuelle (1950 à aujourd'hui).

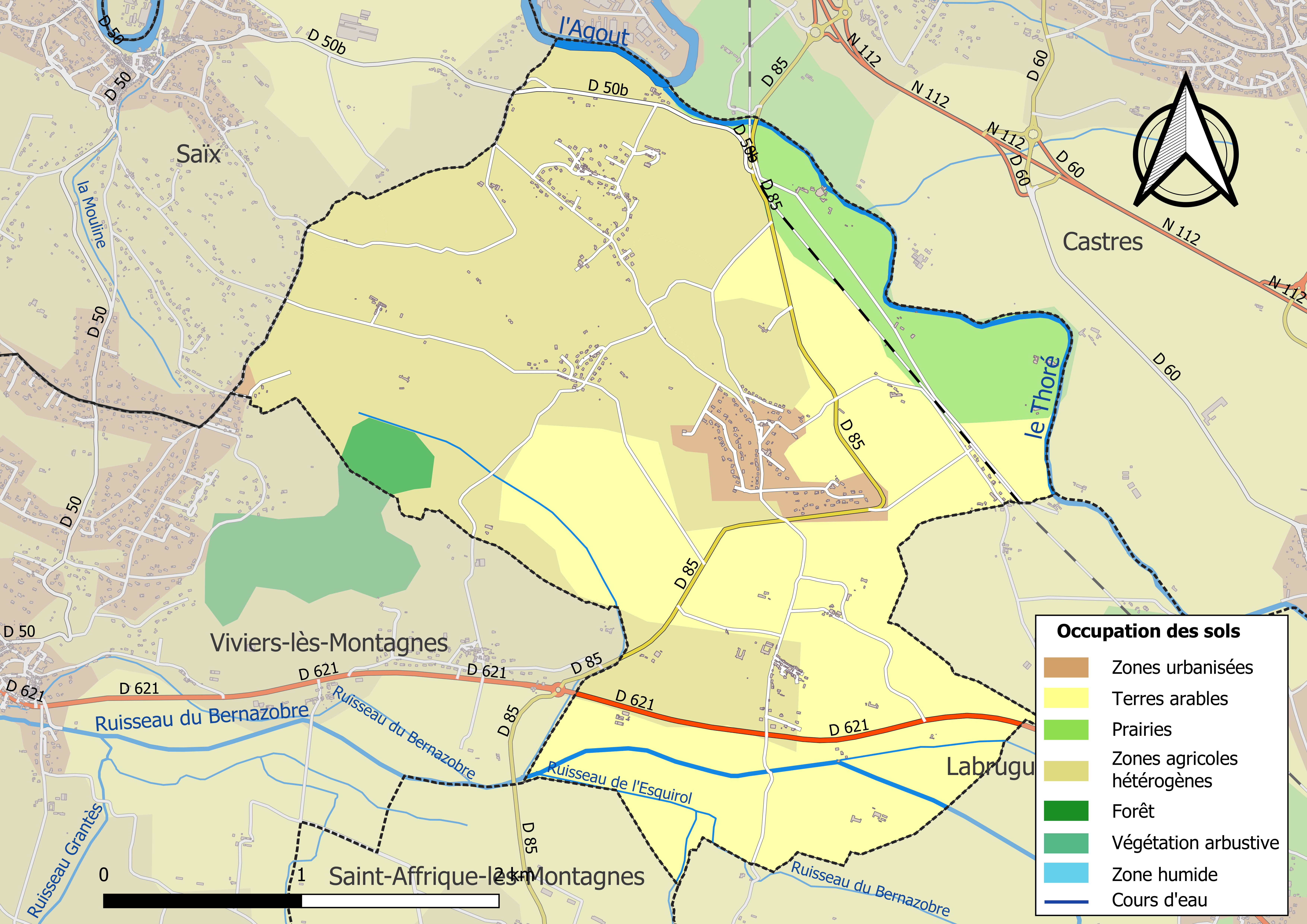
Carte des infrastructures et de l'occupation des sols de la commune en 2018 (CLC).

### Risques majeurs
Le territoire de la commune de Navès est vulnérable à différents aléas naturels : météorologiques (tempête, orage, neige, grand froid, canicule ou sécheresse), inondations, mouvements de terrains et séisme (sismicité très faible). Il est également exposé à deux risques technologiques,  le transport de matières dangereuses et la rupture d'un barrage. Un site publié par le BRGM permet d'évaluer simplement et rapidement les risques d'un bien localisé soit par son adresse soit par le numéro de sa parcelle.

#### Risques naturels
Certaines parties du territoire communal sont susceptibles d’être affectées par le risque d’inondation par débordement de cours d'eau, notamment l'Agout, le Thoré et le ruisseau du Bernazobre. La cartographie des zones inondables en ex-Midi-Pyrénées réalisée dans le cadre du XIe Contrat de plan État-région, visant à informer les citoyens et les décideurs sur le risque d’inondation, est accessible sur le site de la DREAL Occitanie. La commune a été reconnue en état de catastrophe naturelle au titre des dommages causés par les inondations et coulées de boue survenues en 1982, 1992, 1995, 1996, 1999, 2003, 2009, 2011, 2013 et 2017,.
Navès est exposée au risque de feu de forêt. En 2022, il n'existe pas de Plan de Prévention des Risques incendie de forêt (PPRif). Le débroussaillement aux abords des maisons constitue l’une des meilleures protections pour les particuliers contre le feu,.

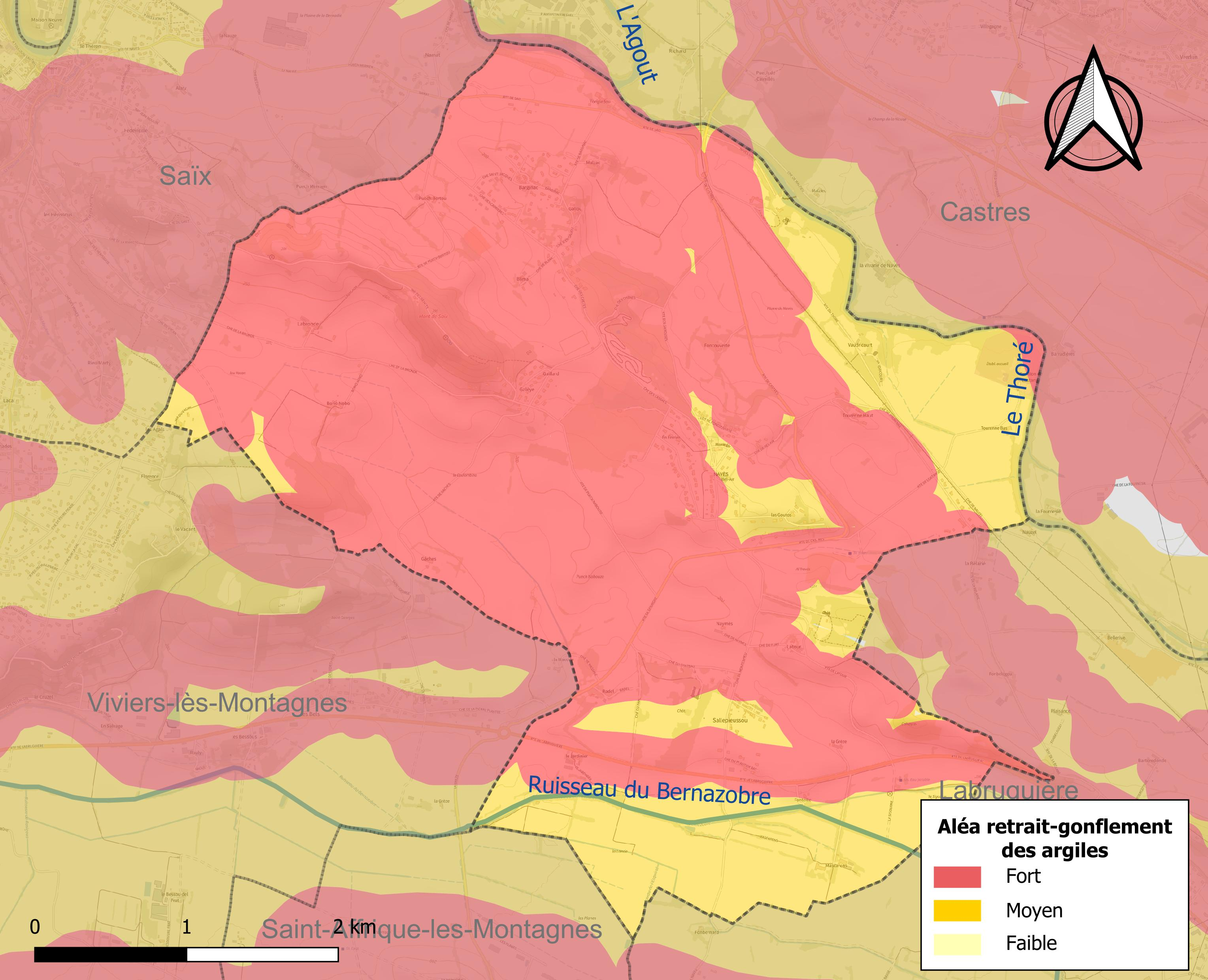
Carte des zones d'aléa retrait-gonflement des sols argileux de Navès.

La commune est vulnérable au risque de mouvements de terrains constitué principalement du retrait-gonflement des sols argileux. Cet aléa est susceptible d'engendrer des dommages importants aux bâtiments en cas d’alternance de périodes de sécheresse et de pluie. La totalité de la commune est en aléa moyen ou fort (76,3 % au niveau départemental et 48,5 % au niveau national). Sur les 297 bâtiments dénombrés sur la commune en 2019, 297 sont en aléa moyen ou fort, soit 100 %, à comparer aux 90 % au niveau départemental et 54 % au niveau national. Une cartographie de l'exposition du territoire national au retrait gonflement des sols argileux est disponible sur le site du BRGM,.
Par ailleurs, afin de mieux appréhender le risque d’affaissement de terrain, l'inventaire national des cavités souterraines permet de localiser celles situées sur la commune.

#### Risques technologiques
Le risque de transport de matières dangereuses sur la commune est lié à sa traversée par des infrastructures routières ou ferroviaires importantes ou la présence d'une canalisation de transport d'hydrocarbures. Un accident se produisant sur de telles infrastructures est susceptible d’avoir des effets graves sur les biens, les personnes ou l'environnement, selon la nature du matériau transporté. Des dispositions d’urbanisme peuvent être préconisées en conséquence.
La commune est en outre située en aval d'un barrage de classe A. À ce titre elle est susceptible d’être touchée par l’onde de submersion consécutive à la rupture de cet ouvrage.

## Histoire
En l'état actuel des connaissances, et ce depuis l'étude de Barrière Flavy, l'ensemble des terroirs de Navès, Montespieu et Sallepieussou n'entre véritablement dans l'histoire que vers le milieu du XIIIe siècle.
Les écrits présentent donc la situation à la fin de la Croisade contre les Albigeois, et d'ailleurs les cadres juridiques demeureront pratiquement tels quels jusqu'à la Révolution : Sallepieussou appartient en propre à l'abbaye bénédictine de Castres, Navès est vendu à la famille des Tourène, bourgeois de Castres et Montespieu est sous la coupe d'une famille de chevalier, les Caudière en l'occurrence.

### Navès
À Navès, les premiers textes mentionnent déjà l'église (donc une population environnante plus ou moins proche) et peut-être le pont…
Navès est-il une tentative de bastide qui échoue ? avec un paréage royal et surtout avec comme pièce maîtresse ce seul pont (donc un péage éventuel) facilitant les échanges entre Castres et le piémont de la Montagne Noire, voire le Toulousain.
Mais la vente de la presque totalité de la terre à un grand seigneur (Jourdain de Saissac) puis à une famille de bourgeois de Castres, les Thourène, va faire avorter cette idée et sceller le sort de ce terroir comme terre de rapport. Les nouveaux acquéreurs, les frères Thourène, vont marquer cette terre en se la partageant, puis en construisant une maison qui portera leur nom.
Barginac précède la fondation officielle de Navès ; il est mentionné comme fort, surveillant de sa motte le passage du Thoré. Le lieu est équidistant du passage des Fargues et de celui du pont de Navès, la vue est totale et en donnant le nom à une des gâches ou quartiers de Castres, la relation avec la ville est renforcée. Barginac sera le seul espace disponible pour de petits possédants et c'est avec Galiou les seuls points de concentrations humaines. D'ailleurs le peu de population sera pour Navès une plainte constante.

### Sallepieussou
Sallepieussou appartient en propre à l'abbaye et à l'inverse des deux autres terroirs l'habitat et la population sont pour l'essentiel répartis en deux lieux : au lieu-dit Latour, à proximité de la petite fortification et en contrebas de celle-ci : le hameau, regroupement de petites fermes (« las bories ») qui offrait ainsi une main-d'œuvre à la disposition du château de Montespieu, dès le milieu du XVIe (à moins que ce soit la construction du château qui ait induit l'implantation de cet habitat)
Le choix du site ne semble pas fortuit : toujours une crête avec même une vue panoramique versant Bernazobre et versant Thoré (depuis le sommet originel de la tour) et de plus à la croisée d'une route de Castres passant par le gué de Tourène et de la route de crête Labruguière-Viviers (longeant la plaine du Bernazobre et sur laquelle furent découverts il y a peu des vestiges d'un habitat gaulois au lieu de Rauly, commune de Viviers). Caraven Cachin mentionne la découverte à Latour d'une hache celtique dans sa carte archéologique ; le lieu est peut-être habité depuis « des temps immémoriaux » pour reprendre la formule classique.

### Montespieu
L'existence sur le terroir de Montespieu d'un « fossé de la salvegarde » est un détail intéressant : il matérialise un distinguo juridique quant au partage de la justice qui subsiste jusqu'à la Révolution, il rappelle peut-être la mise en place par l'abbaye en des temps plus anciens d'une sauveté (c'est-à-dire un refuge pour les populations sur une terre d'église).
Sur le terroir de Montespieu, l'habitat est peut-être dispersé ; c'est du moins ainsi qu'il apparaît dans les divers recensements - certes postérieurs à la période qui nous intéresse et dont le plus ancien est le compoix de 1585.
Si un groupement d'habitat a disparu, seule l'archéologie pourra le préciser. L'idée de translation est par contre très vivace au sujet du château de Montespieu et ce pour plusieurs raisons :
- un texte du XVIe, pour le moment introuvable, mentionnerait les restes de l'ancien château ;
- la situation de l'actuel château ne correspond pas trop à l'idée d'un mont et de surcroît à un mont qui épie (cf toponymie) ;
- de plus, celui qui existe constitue certes une enclave de Montespieu mais il se situe tout de même dans le terroir de Sallepieussou ; alors comment expliquer qu'il donne son nom à une terre où il n'est pas ?
- de plus le terme « milite » pour les Caudière peut raisonnablement impliquer un fort.

La famille Caudière dont une tour à Castres illustre le nom est-elle en rapport avec les croisés vainqueurs ? Le nom respire pourtant les sonorités méridionales et l'on trouve des homonymes dans le Lautrécois. Castres s'est vite déclarée ville ouverte, les Caudière avec prudence… ont peut-être évité toute saisie et ainsi transmis leurs biens.
Plusieurs tertres encore existants peuvent prétendre au titre de motte castrale et encore une fois l'archéologie pourra peut-être préciser les choses.

### En conclusion
Du milieu du XIIIe jusqu'au milieu du XVIe, l'habitat sur les différents terroirs ne semble pas avoir beaucoup changé : quelques forts et fermes dispersés et peut-être deux lieux d'habitats groupés : Sallepieussou et Barginac. Le XVIe siècle avec l'installation de la Chambre de l'édit à Castres va impulser un nouveau mouvement d'achats, de partages et surtout la construction de nouvelles demeures pour les juristes protestants souvent originaires de contrées éloignées (les juristes catholiques étaient eux pour la plupart détachés du Parlement de Toulouse). L'habitat se densifie ou se transforme un peu plus avec Mascarenc, Puechbertou, Tourène-Bas, Gaillard, Malzac et sans doute la construction du nouveau château de Montespieu.
Il faudra attendre le XIXe siècle pour voir d'importantes modifications : avec l'implantation au centre de la nouvelle commune de Navès (la réunification a eu lieu en 1825) de l'église, l'école mairie et quelques habitations jouxtant mais toujours clairsemées et quelques nouveaux lieux : la Grèze, Vaudricourt, le Jardinier au début du XXe.
Le dernier tiers du XXe voit une vague de constructions d'une ampleur sans précédent permise et expliquée par la conjugaison de plusieurs facteurs : la rationalisation et l'adaptation du parcellaire aux nouvelles techniques agricoles (et par la même la mutation dans la destination de certaines terres), le morcellement de certains grands domaines, et enfin la réalisation d'un réseau d'adduction d'eau potable qui permet une liberté d'implantation par rapport au point d'eau. La population stabilisée depuis des siècles aux environs de 400 habitants a aujourd'hui pratiquement doublé.

## Politique et administration
| Période                                  | Période | Identité      | Étiquette | Qualité |
| ---------------------------------------- | ------- | ------------- | --------- | ------- |
| mai 2008                                 |         | Marc Cousinié |           |         |
| Les données manquantes sont à compléter. |         |               |           |         |

## Démographie
L'évolution du nombre d'habitants est connue à travers les recensements de la population effectués dans la commune depuis 1793. Pour les communes de moins de 10 000 habitants, une enquête de recensement portant sur toute la population est réalisée tous les cinq ans, les populations de référence des années intermédiaires étant quant à elles estimées par interpolation ou extrapolation. Pour la commune, le premier recensement exhaustif entrant dans le cadre du nouveau dispositif a été réalisé en 2007.

En 2022, la commune comptait 690 habitants, en évolution de +1,02 % par rapport à 2016 (Tarn : +2,52 %, France hors Mayotte : +2,11 %).
| 1793 | 1800 | 1806 | 1831 | 1836 | 1841 | 1846 | 1851 | 1856 |
| ---- | ---- | ---- | ---- | ---- | ---- | ---- | ---- | ---- |
| 154  | 142  | 142  | 393  | 413  | 454  | 476  | 477  | 444  |

| 1861 | 1866 | 1872 | 1876 | 1881 | 1886 | 1891 | 1896 | 1901 |
| ---- | ---- | ---- | ---- | ---- | ---- | ---- | ---- | ---- |
| 415  | 428  | 412  | 438  | 431  | 447  | 428  | 405  | 403  |

| 1906 | 1911 | 1921 | 1926 | 2006 | 2007 | 2012 | 2017 | 2022 |
| ---- | ---- | ---- | ---- | ---- | ---- | ---- | ---- | ---- |
| 420  | 421  | 371  | 360  | 711  | 714  | 691  | 687  | 690  |

## Économie

### Revenus
En 2018, la commune compte 289 ménages fiscaux, regroupant 716 personnes. La médiane du revenu disponible par unité de consommation est de 24 050 € (20 400 € dans le département).

### Emploi
|                | 2008  | 2013  | 2018  |
| -------------- | ----- | ----- | ----- |
| Commune        | 4,6 % | 5,9 % | 6,4 % |
| Département    | 8,2 % | 9,9 % | 10 %  |
| France entière | 8,3 % | 10 %  | 10 %  |

En 2018, la population âgée de 15 à 64 ans s'élève à 467 personnes, parmi lesquelles on compte 73,3 % d'actifs (66,9 % ayant un emploi et 6,4 % de chômeurs) et 26,7 % d'inactifs,. Depuis 2008, le taux de chômage communal (au sens du recensement) des 15-64 ans est inférieur à celui de la France et du département.
La commune fait partie de la couronne de l'aire d'attraction de Castres, du fait qu'au moins 15 % des actifs travaillent dans le pôle,. Elle compte 81 emplois en 2018, contre 79 en 2013 et 48 en 2008. Le nombre d'actifs ayant un emploi résidant dans la commune est de 315, soit un indicateur de concentration d'emploi de 25,5 % et un taux d'activité parmi les 15 ans ou plus de 57,9 %.
Sur ces 315 actifs de 15 ans ou plus ayant un emploi, 38 travaillent dans la commune, soit 12 % des habitants. Pour se rendre au travail, 92,7 % des habitants utilisent un véhicule personnel ou de fonction à quatre roues, 1 % les transports en commun, 1,6 % s'y rendent en deux-roues, à vélo ou à pied et 4,8 % n'ont pas besoin de transport (travail au domicile).

### Activités hors agriculture
32 établissements sont implantés  à Navès au 31 décembre 2019. Le tableau ci-dessous en détaille le nombre par secteur d'activité et compare les ratios avec ceux du département,.
| Secteur d'activité                                                                                        | Commune | Commune | Département |
| Secteur d'activité                                                                                        | Nombre  | %       | %           |
| --- | ------- | ------- | ----------- |
| Ensemble                                                                                                  | 32      |         |             |
| Industrie manufacturière, industries extractives et autres                                                | 6       | 18,8 %  | (13 %)      |
| Construction                                                                                              | 3       | 9,4 %   | (12,5 %)    |
| Commerce de gros et de détail, transports, hébergement et restauration                                    | 8       | 25 %    | (26,7 %)    |
| Information et communication                                                                              | 1       | 3,1 %   | (2,1 %)     |
| Activités financières et d'assurance                                                                      | 2       | 6,3 %   | (3,3 %)     |
| Activités spécialisées, scientifiques et techniques et activités de services administratifs et de soutien | 5       | 15,6 %  | (13,8 %)    |
| Administration publique, enseignement, santé humaine et action sociale                                    | 2       | 6,3 %   | (15,5 %)    |
| Autres activités de services                                                                              | 5       | 15,6 %  | (9 %)       |

Le secteur du commerce de gros et de détail, des transports, de l'hébergement et de la restauration est prépondérant sur la commune puisqu'il représente 25 % du nombre total d'établissements de la commune (8 sur les 32 entreprises implantées  à Navès), contre 26,7 % au niveau départemental.

### Agriculture
|               | 1988 | 2000 | 2010 | 2020 |
| ------------- | ---- | ---- | ---- | ---- |
| Exploitations | 22   | 10   | 11   | 9    |
| SAU (ha)      | 690  | 517  | 548  | 527  |

La commune est dans la « plaine de l'Albigeois et du Castrais », une petite région agricole occupant le centre du département du Tarn. En 2020, l'orientation technico-économique de l'agriculture  sur la commune est la culture de céréales et/ou d'oléoprotéagineuses. Neuf exploitations agricoles ayant leur siège dans la commune sont dénombrées lors du recensement agricole de 2020 (22 en 1988). La superficie agricole utilisée est de 527 ha,,.

## Culture locale et patrimoine

### Lieux et monuments
- On trouve à Navès, le château de Montespieu, le château de Navès (résidence de Georges Prêtre), le manoir de Gaillard et son pigeonnier classé, le château de Lostange, le manoir du Puech Bertou.
- La tour de Navès, tour fortifiée du XVIe siècle, inscrite au titre des monuments historiques en 1995.
- Motte à Gaillard-Galeye, sur le sommet le plus oriental de la chaîne des Monts de Saïx, dominant la vallée du Thoré, de l'Agout et les coteaux voisins. Accolée au sommet du coteau, la motte comprend une plate-forme mesurant  environ 20 m de long sur 12 m de large, surélevée de 3 m côté massif et de 8 à 10 m côté plaine, et un diamètre transversal de 35 à 40 m. À la base de la motte, sur le flanc sud, près de l'ancien chemin, un effondrement marque l'entrée d'un souterrain qui était encore ouvert il y a une dizaine d'années. À l'est de la motte, d'autres effondrements indiquent soit le développement de ce souterrain ou la présence d'autres cavités effondrées[42].
- Église Saint-Jean de Navès.

## Personnalité liée à la commune
- Le chef d'orchestre Georges Prêtre.

## Vie locale, tourisme
- La commune s'organise autour d'une église, d'une école, d'une salle des fêtes, d'une maison des associations et d'une épicerie-presse-tabac.
- On y trouve toute sorte d'activités : gymnastique, danses occitanes, atelier d'arts plastiques, club des Ainés Ruraux… De plus, un moto-cross est ouvert tous les 1ers et 3es dimanches du mois.
- La fête locale a lieu fin août et se termine par une fabounade.
- Un dimanche par mois, le club des randonneurs organise une randonnée ; il existe de nombreux chemins de randonnée pour les amateurs et de nombreux petits bourgs autour du village qui sont assez typiques.
- Pour les amoureux des cueillettes automnales, les prés alentour regorgent de rosés des prés ou de pisse-cannettes.

## Héraldique
| Blason de Navès | Blason  | Taillé nuagé de trois pièces: au 1er de sinople à la tour de sable, ouverte du champ, ajouée et maçonnée d'argent, au 2e d'azur à la nef de sable            |
| Blason de Navès | Détails | * Il y a là non-respect de la règle de contrariété des couleurs : ces armes sont fautives (sable sur azur). Le statut officiel du blason reste à déterminer. |